# ドラゴスラヴ・ミハイロヴィッチ
ドラゴスラヴ・ミハイロヴィッチ（Dragoslav Mihailović, 1930年11月17日 - 2023年3月12日）は、セルビアの作家である。

## 来歴
1930年にセルビア南部のチュープリア生まれ。ベオグラード大学を卒業。
1967年に短篇集『フレッド、お休み』でデビューし、十月賞を受賞。翌68年に発表した『南瓜の花が咲いたとき』で作家としての地位を確立した。

## 作品
- 1967年 - Frede, laku noć (Фреде, лаку ноћ)　『フレッド、お休み』
- 1968年 - Kad su cvetale tikve (Кад су цветале тикве)　『南瓜の花が咲いたとき』
- 1975年 - Petrijin venac (Петријин венац)
- 1983年 - Čizmaši (Чизмаши)
- 1990年 - Goli otok (Голи оток)
- 1993年 - Lov na stenice (Лов на стенице)
- 1994年 - Gori Morava (Гори Морава)
- 2001年 - Crveno i plavo (Црвено и плаво)
- 2006年 - Vreme za povratak (Време за повратак)

## 日本語訳
- 『南瓜の花が咲いたとき』（山崎洋訳、2005年、未知谷）